# Légende des quatre barres de sang

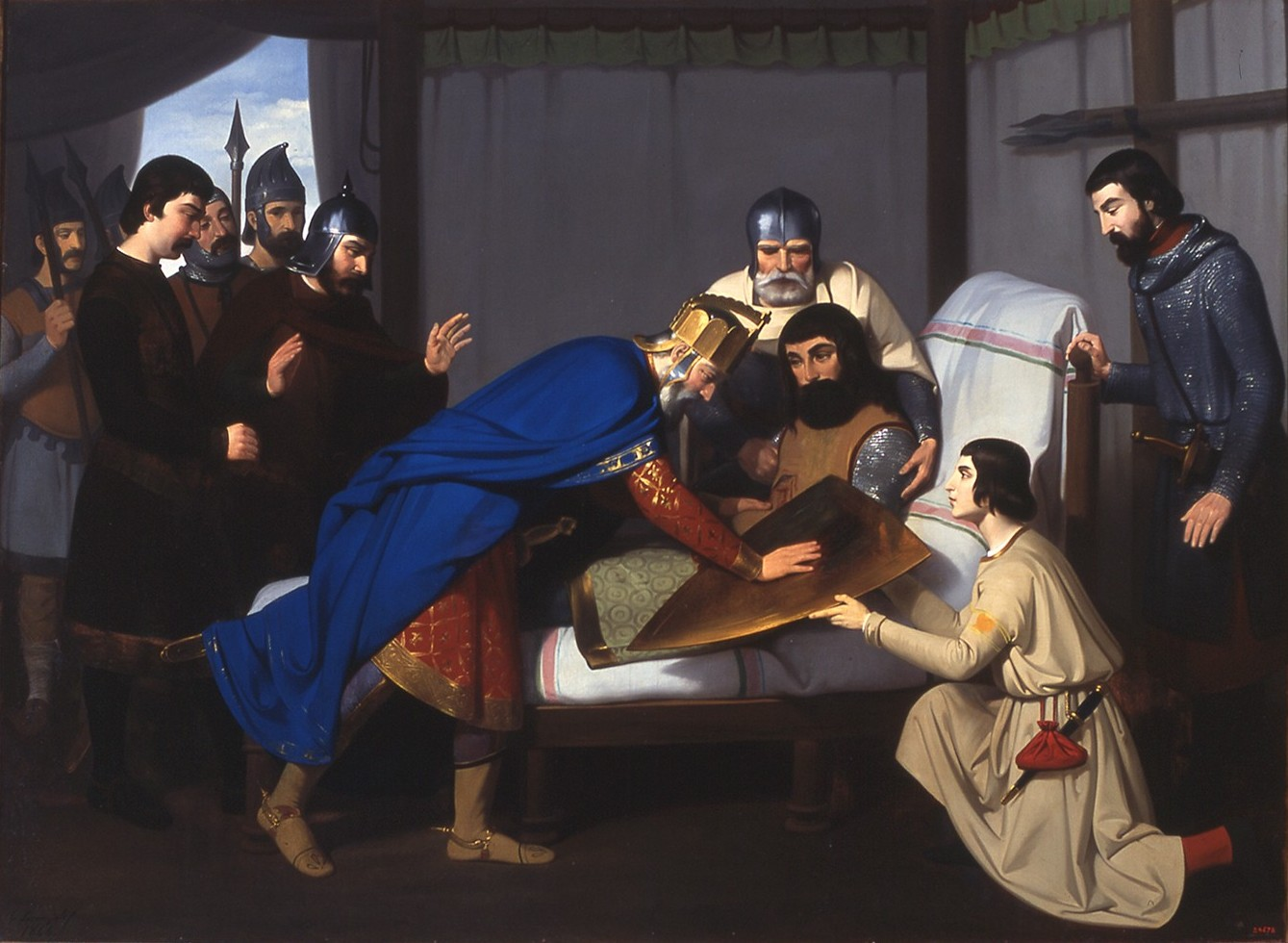
Mort de Guifred le Velu, de Claudi Lorenzale i Sugrañes, ca. 1843

La légende des quatre barres de sang est une légende héraldique expliquant l'origine des armes de la Couronne d'Aragon et des comtes de Barcelone. Elle apparaît pour la première fois en 1551 dans la Segunda parte de la crónica general de España, une chronique publiée en espagnol à Valence par Pere Antoni Beuter. Cette légende attribue la création de la Senyera Reial au comte Guifred le Velu et au roi des Francs Eude. Elle raconte qu'après une bataille contre les Normands, le comte se mourait de ses blessures. Le roi passa sa main dans les plaies sanglantes du comte mourant, puis fit glisser ses doigts sur l'écu doré de ce dernier, traçant ainsi quatre traits parallèles, et dit « Voici quelles seront vos armes, comte ».